# 6. etape af Post Danmark Rundt 2011
Sjette etape af Post Danmark Rundt 2011 var en 159 km lang etape. Den blev kørt den 7. august fra Hillerød til Frederiksberg. Det var løbets sidste etape.
- Etape: 6. etape
- Dato: 7. august
- Længde: 159 km
- Rute: Hillerød – Nødebo – Fredensborg – Sørup – Grønholt – Lønholt – Hesselrød – Vejenbrød – Mikkelborg – Rungsted – Vedbæk – Skodsborg – Nærum – og 10 omgange á 6,0 km omkring Frederiksberg Allé på Frederiksberg.
- Gennemsnitshastighed: 45,9 km/t

## Point- og bakkespurter

### 1. pointspurt (Geels Bakke)
Efter 62,1 km på Geels Bakke
| 1. plads | Simon Gerrans     | Team Sky          | 5 point | 3 bonussekunder |
| 2. plads | Daniele Bennati   | Team Leopard-Trek | 3 point | 2 bonussekunder |
| 3. plads | Davide Appollonio | Team Sky          | 1 point | 1 bonussekund   |

### 2. pointspurt (Frederiksberg Allé)
Efter 129 km på Frederiksberg Allé
| 1. plads | Niki Østergaard | Glud & Marstrand-LRØ Rådgivning | 5 point | 3 bonussekunder |
| 2. plads | Pim Ligthart    | Vacansoleil-DCM                 | 3 point | 2 bonussekunder |
| 3. plads | Richie Porte    | Saxo Bank-SunGard               | 1 point | 1 bonussekund   |

### 1. bakkespurt (Søllerød Slotsbakke)
Efter 65 km på Søllerød Slotsbakke
| 1. plads | Alessandro Bazzana | Team Type 1-Sanofi Aventis      | 10 point |
| 2. plads | Michael Reihs      | Team Christina Watches-Onfone   | 6 point  |
| 3. plads | Niki Østergaard    | Glud & Marstrand-LRØ Rådgivning | 4 point  |
| 4. plads | Pim Ligthart       | Vacansoleil-DCM                 | 2 point  |

### 2. bakkespurt (Valby Bakke)
Efter 100 km på Valby Bakke
| 1. plads | Alessandro Bazzana | Team Type 1-Sanofi Aventis    | 10 point |
| 2. plads | Michael Reihs      | Team Christina Watches-Onfone | 6 point  |
| 3. plads | Andrea Pasqualon   | Colnago-CSF Inox              | 4 point  |
| 4. plads | Richie Porte       | Saxo Bank-SunGard             | 2 point  |

### 3. bakkespurt (Valby Bakke)
Efter 106 km på Valby Bakke
| 1. plads | Michael Reihs      | Team Christina Watches-Onfone | 10 point |
| 2. plads | Alessandro Bazzana | Team Type 1-Sanofi Aventis    | 6 point  |
| 3. plads | Pim Ligthart       | Vacansoleil-DCM               | 4 point  |
| 4. plads | Matthias Brändle   | Geox-TMC                      | 2 point  |

### 4. bakkespurt (Valby Bakke)
Efter 112 km på Valby Bakke
| 1. plads | Michael Reihs      | Team Christina Watches-Onfone   | 10 point |
| 2. plads | Alessandro Bazzana | Team Type 1-Sanofi Aventis      | 6 point  |
| 3. plads | Niki Østergaard    | Glud & Marstrand-LRØ Rådgivning | 4 point  |
| 4. plads | Matthias Brändle   | Geox-TMC                        | 2 point  |

## Resultatliste
|    | Navn               | Land       | Hold                          | Tid     |
| -- | ------------------ | ---------- | ----------------------------- | ------- |
| 1  | Theo Bos           | Holland    | Rabobank                      | 3:27.51 |
| 2  | Sacha Modolo       | Italien    | Colnago-CSF Inox              | + 0.00  |
| 3  | Manuel Belletti    | Italien    | Colnago-CSF Inox              | + 0.00  |
| 4  | Gorik Gardeyn      | Belgien    | Vacansoleil-DCM               | + 0.00  |
| 5  | Angelo Furlan      | Italien    | Team Christina Watches-Onfone | + 0.00  |
| 6  | Daniele Colli      | Italien    | Geox-TMC                      | + 0.00  |
| 7  | Adrien Petit       | Frankrig   | Cofidis                       | + 0.00  |
| 8  | Sébastien Turgot   | Frankrig   | Europcar                      | + 0.00  |
| 9  | Alberto Ongarato   | Italien    | Vacansoleil-DCM               | + 0.00  |
| 10 | Casper Degn Larsen | Danmark    | Europcar                      | + 0.00  |
| 11 | Daniele Bennati    | Italien    | Team Leopard-Trek             | + 0.00  |
| 12 | Matteo Pelucchi    | Italien    | Geox-TMC                      | + 0.00  |
| 13 | Davide Appollonio  | Italien    | Team Sky                      | + 0.00  |
| 14 | Christopher Sutton | Australien | Team Sky                      | + 0.00  |
| 15 | Andrea Piechele    | Italien    | Colnago-CSF Inox              | + 0.00  |

|    | Navn              | Land           | Hold                            | Tid      |
| -- | ----------------- | -------------- | ------------------------------- | -------- |
| 1  | Simon Gerrans     | Australien     | Team Sky                        | 19:12.01 |
| 2  | Daniele Bennati   | Italien        | Team Leopard-Trek               | + 0.09   |
| 3  | Michael Mørkøv    | Danmark        | Saxo Bank-SunGard               | + 0.29   |
| 4  | Damien Gaudin     | Frankrig       | Europcar                        | + 0.33   |
| 5  | Alex Dowsett      | Storbritannien | Team Sky                        | + 0.41   |
| 6  | Dario Cioni       | Italien        | Team Sky                        | + 0.49   |
| 7  | Jérôme Cousin     | Frankrig       | Europcar                        | + 0.57   |
| 8  | Daniele Colli     | Italien        | Geox-TMC                        | + 0.58   |
| 9  | Zico Waeytens     | Belgien        | Topsport Vlaanderen-Mercator    | + 1.13   |
| 10 | Sébastien Turgot  | Frankrig       | Europcar                        | + 1.14   |
| 11 | Pim Ligthart      | Holland        | Vacansoleil-DCM                 | + 1.30   |
| 12 | André Steensen    | Danmark        | Saxo Bank-SunGard               | + 1.34   |
| 13 | Niki Østergaard   | Danmark        | Glud & Marstrand-LRØ Rådgivning | + 1.41   |
| 14 | Bert-Jan Lindeman | Holland        | Vacansoleil-DCM                 | + 1.43   |
| 15 | Andrea Pasqualon  | Italien        | Colnago-CSF Inox                | + 1.43   |

## Ekstern henvisning
- Etapeside Arkiveret 4. marts 2016 hos  Wayback Machine på postdanmarkrundt.dk Arkiveret 6. marts 2007 hos  Wayback Machine